# Broderie (musique)
Pour les articles homonymes, voir Broderie (homonymie).
En harmonie tonale, une broderie est une note étrangère qui s'éloigne conjointement d'une note réelle pour y revenir aussitôt.
Une broderie forme une dissonance passagère. La note résolutive de la broderie est donc la même note réelle que sa note préparatoire. Autrefois appelée dissonance de retour, cet ornement très employé est placé sur un temps faible ou une partie faible de temps, sinon, il doit être analysé comme une appoggiature — avec laquelle la broderie partage de nombreux traits communs.

## Exemples

La broderie peut être supérieure, quand elle monte au degré supérieur avant de redescendre à la note réelle (exemple 2), inférieure, quand elle descend au degré inférieur avant de remonter à la note réelle (exemples 1 et 4), ou encore, double dans ce dernier cas, elle se fait avec la note supérieure et la note inférieure dans n'importe quel ordre (exemple 3).
La broderie inférieure s'apparente au mordant inférieur ou pincé, La broderie supérieure s'apparente au mordant supérieur ou tremblement.
À l'instar de l'appoggiature, lorsque la broderie est supérieure, elle appartient généralement à la tonalité. Lorsqu'elle est inférieure, elle peut être accidentellement altérée de manière à être située un demi-ton diatonique au-dessous de sa note résolutive (exemple 4). Une telle altération, qui ne provoque aucune modulation, permet d'éviter un rapprochement harmonique toujours dur à l'oreille, de seconde mineure ou de son redoublement, entre la broderie et la tierce majeure de l'accord.
La distance entre la broderie et la note réelle est d'une seconde majeure ou mineure, mais jamais d'une seconde augmentée. Il s'ensuit qu'en mineur, la broderie supérieure du VIe degré bas se fait sur un degré non altéré, plus précisément, sur la sous-tonique au lieu de la sensible ; pour les mêmes raisons, la broderie inférieure de la sensible se fait sur le VIe degré altéré (haut).
Les broderies peuvent être simultanées (exemples 3 et 4).
Remarques :
1. On peut faire entendre simultanément une broderie en même temps que sa note réelle, à condition que les deux notes soient situées au moins à une distance d'octave juste.
2. On peut faire entendre simultanément une broderie altérée et la même note non altérée dans une autre partie.
3. Du point de vue des consonances parfaites consécutives, les fautes n'existent qu'entre deux notes réelles ou deux notes étrangères, jamais entre une note réelle et une note étrangère et inversement. On peut donc enchaîner deux de ces intervalles lorsque le deuxième est produit par une broderie.